# Верхньобішиндинська сільська рада
Верхньобішинди́нська сільська рада (рос. Верхнебишиндинский сельский совет) — муніципальне утворення у складі Туймазинського району Башкортостану, Росія. Адміністративний центр — село Верхні Бішинди.

## Населення
Населення — 2245 осіб (2019, 2301 у 2010, 2078 у 2002).

## Склад
До складу поселення входять такі населені пункти:
| Населений пункт                       | Населення, осіб (2002) | Населення, осіб (2010) |
| ------------------------------------- | ---------------------- | ---------------------- |
| Бересклетовського хозяйства, присілок | 21                     | 15                     |
| Верхні Бішинди, село                  | 641                    | 725                    |
| Імангулово, село                      | 110                    | 133                    |
| Каран-Бішинди, присілок               | 138                    | 168                    |
| Куюктамак, присілок                   | 51                     | 42                     |
| Липовий Ключ, присілок                | 73                     | 84                     |
| Мулла-Камиш, присілок                 | 40                     | 40                     |
| Нижні Бішинди, село                   | 668                    | 744                    |
| Нові Бішинди, село                    | 261                    | 274                    |
| Самсиково, присілок                   | 75                     | 76                     |